# 三島為嗣
三島 為嗣（みしま ためつぐ、生年不明 - 1880年（明治13年）11月7日）は、明治時代の官吏。七尾県権参事。

## 経歴
長崎県出身。1868年（明治元年）長崎府出仕を振り出しに、大阪府出仕、造幣允、造幣権助、大蔵省七等出仕を経て、1871年（明治4年）11月20日、七尾県権参事に就任。
翌12月7日、大蔵省七等出仕に復し、造幣寮六等出仕、大蔵少書記官を経て、造幣局勤務大阪在勤となる。在官中に病没した。

## 栄典
- 1871年5月6日（明治4年3月17日） - 従七位[1]
- 1877年（明治10年）3月29日 - 従六位[1]

## 著作
- 『造幣簿記之法』雄松堂書店、1981年。